# Palota
Palota (russinisch Полата/Polata; ungarisch Palota) ist eine Gemeinde im äußersten Osten der Slowakei mit 179 Einwohnern (Stand 31. Dezember 2024) und gehört zum Okres Medzilaborce, einem Kreis des Prešovský kraj.

## Geographie

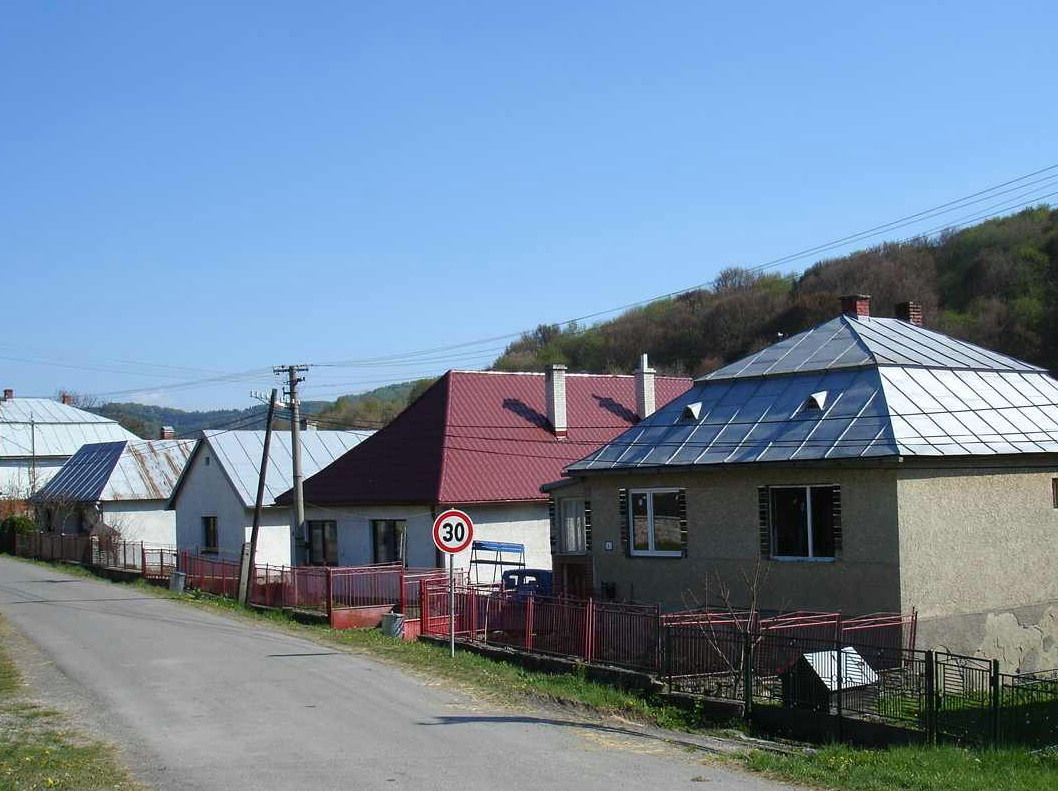
Straßenansicht

Die Gemeinde befindet sich in den Niederen Beskiden im Quellbereich des Baches Vydraňka, direkt unterhalb des Karpatenhauptkamms und somit an der Grenze zu Polen. Durch den Hauptkamm führen zwei Pässe und zwar der Laborec-Pass (slowakisch Laborecký priesmyk) nördlich und der Lupków-Pass (slowakisch Lupkovský priesmyk) südöstlich von Palota. Das Ortszentrum liegt auf einer Höhe von 482 m n.m. und ist acht Kilometer von Medzilaborce entfernt.
Nachbargemeinden sind Komańcza (in Polen) im Norden und Osten, Výrava und Čabalovce im Süden, Ňagov im Südwesten und Medzilaborce (Ortsteil Vydraň) im Westen.

## Geschichte

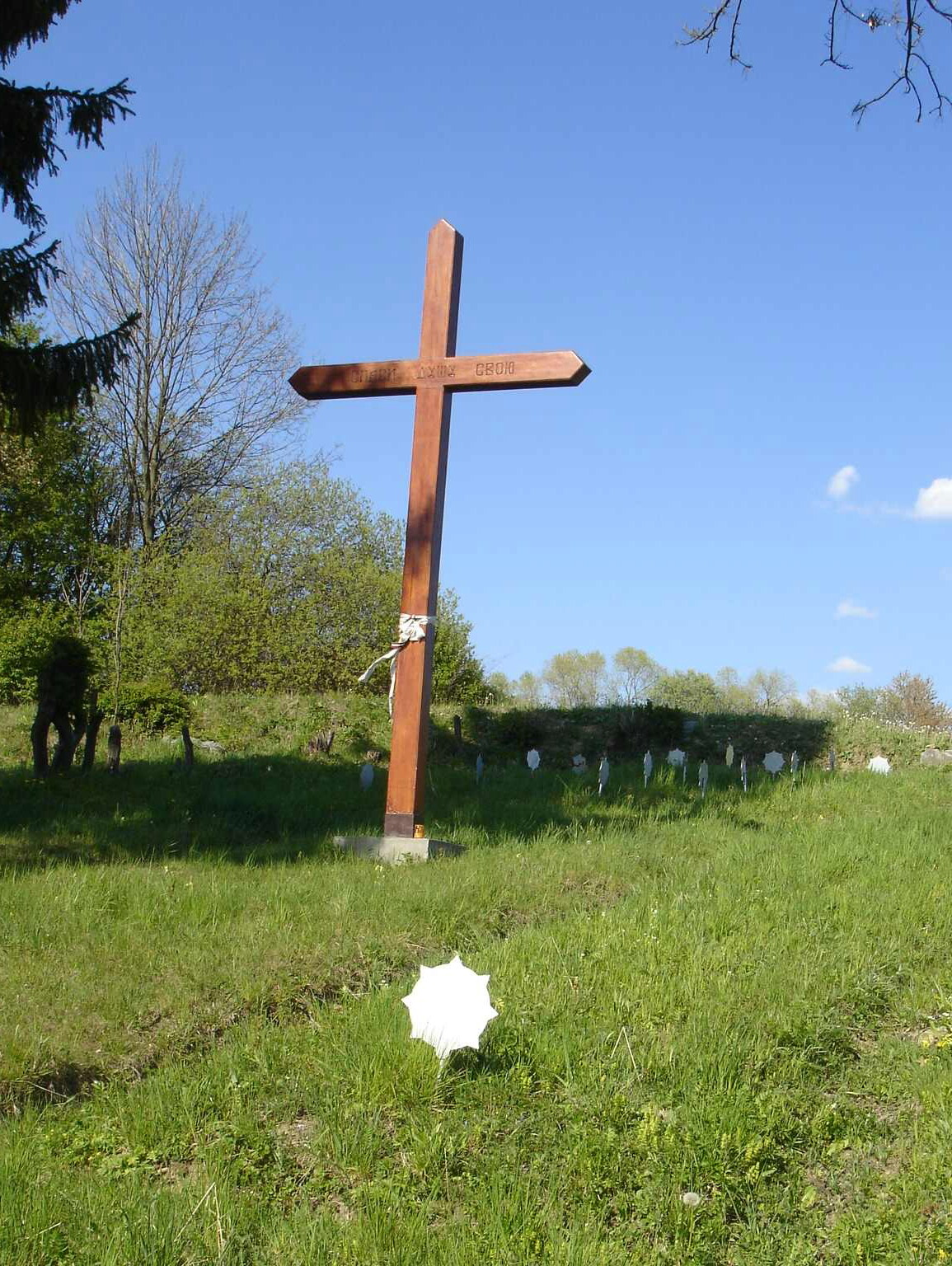
Militärfriedhof oberhalb von Palota

Palota wurde zum ersten Mal 1330 als Palata schriftlich erwähnt und war damals Teil des Herrschaftsguts von Humenné. Im 18. und 19. Jahrhundert besaß das Geschlecht Csáky Ortsgüter. 1715 gab es in Palota je neun bewohnte und unbewohnte Haushalte, 1787 hatte die Ortschaft 70 Häuser und 498 Einwohner. 1828 zählte man 76 Häuser und 559 Einwohner, die als Fuhrmänner, Holzfäller, Landwirte und Steinbrucharbeiter beschäftigt waren. Während des Zweiten Weltkriegs erlitt Palota große Schäden im Rahmen der harten Kämpfe der Ostkarpatischen Operation und brannte aus.
Bis 1918 gehörte der im Komitat Semplin gelegene Ort zum Königreich Ungarn und kam danach zur Tschechoslowakei beziehungsweise heute Slowakei.

## Bevölkerung
| Jahr                | 1994 | 2004    | 2014    | 2024    |
| ------------------- | ---- | ------- | ------- | ------- |
| Anzahl der Personen | 176  | 181     | 186     | 179     |
| Unterschied         |      | +2,84 % | +2,76 % | −3,76 % |

| Jahr                | 2023 | 2024 |
| ------------------- | ---- | ---- |
| Anzahl der Personen | 179  | 179  |
| Unterschied         |      | +0 % |

Gemäß der Volkszählung 2011 wohnten in Palota 185 Einwohner, davon 94 Russinen, 43 Slowaken, 39 Roma und drei Ukrainer. Sechs Einwohner machten keine Angabe zur Ethnie.
131 Einwohner bekannten sich zur orthodoxen Kirche, 39 Einwohner zur griechisch-katholischen Kirche und drei Einwohner zur römisch-katholischen Kirche; ein Einwohner bekannte sich zu einer anderen Konfession. Zwei Einwohner waren konfessionslos und bei 10 Einwohnern wurde die Konfession nicht ermittelt.

## Bauwerke

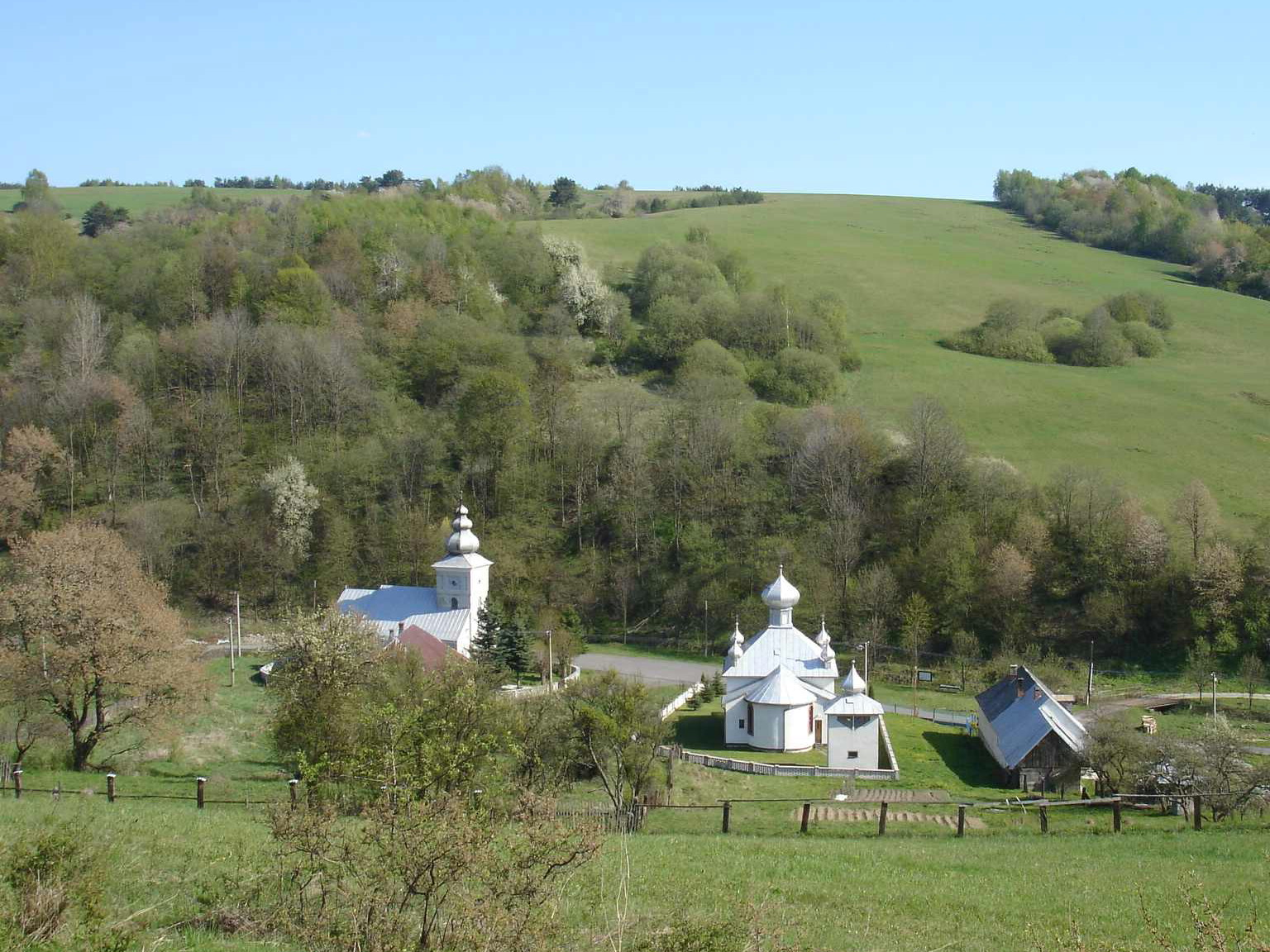
Die zwei Kirchen von Palota: griechisch-katholische (links) und orthodoxe (rechts)

- griechisch-katholische Mariä-Geburt-Kirche im spätklassizistischen Stil aus dem Jahr 1862
- orthodoxe Kirche